# 焼身自殺

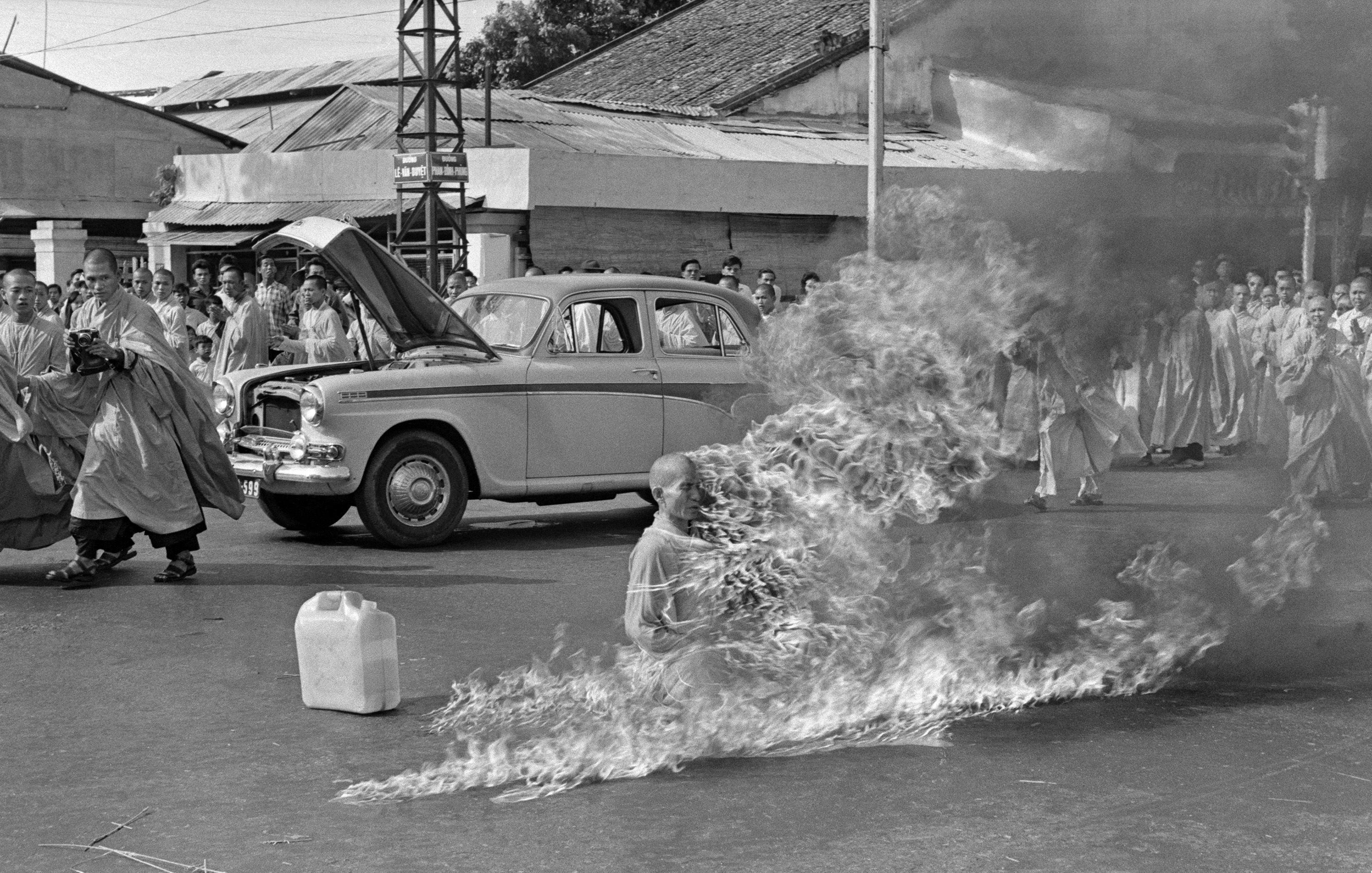
南ベトナムで政権への抗議のため焼身自殺したティック・クアン・ドック（1963年）

焼身自殺（しょうしんじさつ、英: Self-immolation）とは、自分の身体を焼くことで自殺することである。しばしば政治的、あるいは倫理的な抗議として特に言論の自由の無い、または制限されている状態下で行われる。

## 概要
仏教やヒンドゥー教社会において、焼身自殺は何世紀にも渡り行われてきた。特にインドでは、夫を亡くした寡婦が焼身自殺するサティーという慣習がある。政治的抗議、離婚、絶縁などさまざまな理由がある。武勇をほこる文化のあったチャランやラージプートなどでも焼身自殺はなされていた。
火災などの事故や噴火（火砕流）などに巻き込まれた結果による焼死と同様、多くは肉体の焼損が直接の死因とはならない。焼身自殺を図った場合の主要な死因は、火災などによる焼死に多い直接死因（有毒ガスによる窒息）ではなく、全身の大部分の皮膚が火傷して喪失することで、人体から急激に水分（リンパ液や間質液）が流失していくことによる脱水症状による衰弱死だとされている。
実行者は、自らの体にガソリン・灯油・軽油など、引火性の高い油を振り掛けてから、引火させる方法を採ることが多い。英語圏の別称であるボンゾ (bonzo) は日本語の「凡僧」からきた言葉であるが、現代では一般的でない。

## 歴史

### キリスト教
ロシアで正教会の古儀式派を信じるある村の人間全員が自らを焼き殺すという事件があった。いわゆる「炎の再洗礼」である。17世紀はじめのフランスにおけるイエズス会の記録にも、焼身の例は散見されるが、こちらの場合は通常死を伴うものではなかった。彼らは（腕や腿といった手足など）身体の一部を焼き、十字架にかけられたイエスの苦しみに耐えたことを示そうとしたのである。キリスト教では最後の審判まで自らの肉体は保全しておかねばならないという観念がある為、自殺自体が禁忌とされているが、とりわけ焼身は自らの肉体が焼損して現世から滅び去る（最後の審判すら受けられない）ことを意味している為、特に忌避される方法である。これが転じることで、中世の異端審問や魔女狩りでは異端者を神に代わって現世から完全に抹消するという意味合いで火刑が多く用いられた。

### 仏教
仏教では、律文献は軽罪とし、経典は比丘が自殺直前に解脱していたので戒律には抵触しないとした。また論書は自殺が殺生戒には相当しないと説いた。仏教は人がたとい人生に躓こうとも、生きることの意義を説き、解脱を求めることを諦めないように慫慂したものであると考える。
歴史的には法華経の薬王菩薩本事品第二十三には薬王菩薩の生が描かれており、その箇所が焼身自殺によってベトナム戦争へ抗議した僧侶や尼僧たちに霊感を働かせたのである。薬王菩薩の前世は、一切衆生喜見菩薩といい日月浄明徳如来（仏）の弟子だった。この仏より法華経を聴き、楽（ねが）って苦行し、現一切色身三昧を得て、歓喜して仏を供養し、ついに自ら香を飲み、身体に香油を塗り焼身した。諸仏は讃嘆し、その身は1200歳まで燃えたという。命終して後、また同じ日月浄明徳如来の国に生じ、浄徳王の子に化生して大王を教化した。再びその仏を供養せんとしたところ、仏が今夜に般涅槃することを聞き、仏より法及び諸弟子、舎利などを附属せられた。仏入滅後、舎利を供養せんとして自らの肘を燃やし、7万2千歳に渡って供養したという。ティク・ナット・ハンはこう言う。「菩薩は自らをその光で照らし出します。だからこそ皆がその姿を目にすることができるのです。それは究極の顕現としての不死を目の当たりにする幸運に浴したということなのです」。
何人もの僧侶が仏教への弾圧に抗議するため、炎をまとい自殺していった。例えば、ローマ・カトリック式の統治をおこなったゴ・ディン・ジエム政権下の南ベトナムが挙げられる。仏典の注釈をひもとけば、自分自身への暴力を禁じているものはいくつも見出せるにもかかわらず、ティック・クアン・ドックの焼身自殺はそれを評したマダム・ヌーの暴言と相まって全世界に衝撃を与えた。

### イスラム教
仏教やヒンドゥー教では昔から行われているが、イスラム教においては禁忌の一つとされる。イスラム教ではキリスト教同様に最後の審判の日まで自らの肉体は土葬などの手段により、死後も適切に保全された状態とすることが望ましいとされている為、本来は神（アッラー）のみに認められている火によって人間の肉体を損壊する行為は、自殺であっても処刑であっても、それ自体がアッラーに対する冒涜に等しいと解釈されうるためである。
2010年12月、チュニジアでは中部シディブジドで果物を売っていた青年モハメド・ブアジジが周囲の嫌がらせや同国の経済状況に抗議して焼身自殺した。のちにインターネットで拡散され、アラブ各国での民衆運動「アラブの春」のきっかけとなった。
2019年9月には、イランのテヘランで、同国では女性に禁止されている（男子）サッカー試合のスタジアム観戦をおこなって警察に拘束されたサハール・コダヤリが、焼身自殺を遂げた。

### Self-immolationの語源
ラテン語を由来とする犠牲(英: immolate)が「生贄」という本来の意味として用いられることは稀であり、焼身にいたった経緯への言及もされることはなかった。より一般的なself-immolationも自殺のことは意味していたが、その手段は問われなかった。しかしこの「immolate」という言葉はイギリス英語ではたいへんひろく用いられており、自主的なものか強要されたものかを区別せず炎による滅却を表すものだった。この言葉自体はラテン語のimmolatteからきており、生贄となる犠牲者に葡萄酒やモラ・サルサの粉を振り掛けるという聖なる行いを意味するものである。
この行為はボンゾ(bonzo)とも呼ばれる。仏教僧ティック・クアン・ドックがベトナム共和国への抗議として、1963年に焼身自殺を行ったことに因んだものである。この炎をまとったベトナム人の自死が西側のマスメディアに「焼身自殺」という言葉とともにマルコム・ブラウンが撮影した写真にて報道されたため、ボンゾは英語圏の人々に広く知られ、また炎との強い連想が生まれるようになった。
20世紀半ばまで英語圏の文献では、仏教僧はしばしば「ボンゾ」という言葉で表現されていた。とくに東アジアやフランス領インドシナの僧侶を指す場合である。この言葉は、日本語の「凡僧」が、ポルトガル語やフランス語を経由して伝わったものだが、現代ではあまり使われなくなっている。

## 各国の事例

### 日本
1967年11月11日に総理大臣官邸前で、世界に先駆けてアメリカ軍のベトナム戦争北爆支持を表明した、内閣総理大臣佐藤栄作の訪米に対する抗議行動として、焼身自殺を図った由比忠之進がいる。1969年の建国記念の日には、国会議事堂前で世を警め、同胞の覚醒を促すと称して、焼身自殺した江藤小三郎の例がある。江藤の死は、翌年の三島由紀夫の自決に大きな影響を与えた。1975年には、船本洲治が在日米軍嘉手納基地前で焼身自殺した。
近年では、2014年6月に第2次安倍内閣が閣議決定で集団的自衛権を認める憲法解釈を行ったことに抗議した男が新宿駅前で焼身自殺を図った事例や、2015年6月30日、東海道新幹線の新横浜駅から小田原駅間を営業運転中の新幹線車内で、男が焼身自殺を図り、火災が発生した事例（東海道新幹線火災事件）、2022年4月に上司のパワハラに苦しんだ男性店長が自身の勤務するくら寿司の駐車場で焼身自殺した事例、2022年9月に故安倍晋三国葬儀に反対の立場を取る70代の男性が内閣総理大臣官邸近くの路上で油をかぶり焼身自殺を図った事例がある。

### 韓国
1970年11月に平和市場の労働者の待遇を改善しようとしない事業主に対する抗議として焼身自殺した全泰壱が有名。
近年では、2019年7月に日本に不満を持っていた70代の男性がソウルの在韓日本大使館前に停めた車の中で焼身自殺した事例がある

### ロシア
ロシアでは2020年10月、地元オンラインメディア「コザ」の編集長だったイリーナ・スラビナが、反体制派団体をめぐる事件に関連して治安当局の家宅捜索を受けたのち、自身のFacebookに「私の死でロシアを罰してください」と書き込んだ上で内務省庁舎前で焼身自殺した。ロシアではその後2022年に始まったロシアのウクライナ侵攻に伴う徴兵などに関連して、抗議を表する手段の一つとして焼身自殺を図る事例が多発した。

### チェコスロバキア
チェコスロバキアの大学生ヤン・パラフは1969年、ソ連の侵攻に抗議して、焼身自殺した。

### 中華人民共和国
漢民族の中国人の間でも、2000年代以降の急激な経済成長に伴う土地の強制収用などに抗議する目的で焼身自殺を図る例が多いことが、たびたび報道されている。中国共産党の独裁に批判的な在外メディアである大紀元や新唐人電視台などによると、地方農村から陳情者として都市部の陳情局を訪れている者が抗議の焼身自殺を行う事例も多いという。

#### チベット
チベット人の間では、中国共産党による圧制を世界に発信するための、抗議の焼身自殺が相次いでいる。
2008年のチベット騒乱以降、焼身自殺をするチベット人は特に増えている。ラジオ・フリー・アジアによると、2009年以降から2014年6月までの5年間に合計136名のチベット人が焼身自殺を図った。僧侶、尼僧だけでなく一般の若者も多い。

### フランス
フランシーヌ・ルコントは1969年、ビアフラの飢餓に抗議しパリで焼身自殺した。日本ではこの事件に触発されフランシーヌの場合という歌が作られ新谷のり子のデビューシングルとなった。

### インド
インドには、夫を亡くした寡婦が焼身自殺するサティーという慣習がある。